# 金恩慧
金恩慧（：／ Kim Eun-hye，1971年1月6日—），大韓民國保守派政治人物，現為韓國國會議員。在進入政界前，她是文化廣播公司新聞記者，也曾任MBC新聞平台主播。2022年4月28日，因獲國民力量提名參選京畿道知事職務而辭去國會議員職位。